# Космічна головна частина
Космічна головна частина (англ. upper composite, UC) — останній ступінь ракети-носія, що складається з: корисного навантаження (один або кілька космічних апаратів), перехідної системи (перехідника розгінного блоку),
розгінного блока і головного обтічника.

## Джерело
Космодром «Плесецьк»/Словник [Архівовано 28 жовтня 2013 у Wayback Machine.](рос.)